# José Vicente de Carvalho Filho
José Vicente de Carvalho Filho (Piauí, 1840 — São José, 4 de abril de 1916) foi um militar e político brasileiro.
Filho de José Vicente de Carvalho e de Leocádia Maria de Carvalho. Casou com Francisca Cândida da Costa.
Sargento da Guarda Nacional em Batalha, apresentou-se como voluntário à Guerra do Paraguai em 6 de março de 1865. Segundo-tenente da 6ª Companhia do 1° Batalhão de Artilharia da Guarda Nacional de Desterro, em 23 de junho de 1873.
Foi deputado à Assembleia Legislativa Provincial de Santa Catarina na 20ª legislatura (1874 — 1875) e na 21ª legislatura (1876 — 1877).
Foi deputado à Assembleia Legislativa de Santa Catarina na 4ª legislatura (1901 — 1903).
Foi prefeito de São José de 1903 a 1907.